# Tôm giang
Tôm giang, tên khoa học Parapenaeopsis gracillima, là một loài tôm he  thuộc họ Penaeidae , được Giuseppe Nobili mô tả năm 1903. 